# Неотправленное письмо
«Неотправленное письмо» — советский художественный фильм-драма Михаила Калатозова по мотивам одноимённого рассказа Валерия Осипова. Производство киностудии «Мосфильм» 1959 года.
 Премьера 27 июня 1960 года.

## Сюжет
Посвящение во вступительной заставке:

Тем, кто в любой области человеческой деятельности, будь то освоение диких заброшенных земель или дерзкий рывок в космос, тем, кто шёл и идёт трудной дорогой первых, советским людям, посвящается этот фильм
В глухой тайге, в районе Западно-Сибирской равнины, высаживается геологическая партия: руководитель партии Константин Сабинин, проводник Сергей, геологи Таня и Андрей. Задача партии — найти кимберлитовую трубку в перспективном районе. Константин ведёт своеобразный монолог в неотправленных письмах к своей любимой жене, рассказывая об истории поисков, быте экспедиции. Лето заканчивается, следов алмазов пока не замечено. Участники экспедиции постепенно впадают в отчаяние. Между членами группы растёт напряжение. Начинается осень, холода и, наконец, Таня обнаруживает признаки алмазоносной породы. Все празднуют победу и вызывают по рации транспорт для возвращения домой. Наутро в тайге начинается пожар, который отрезает путь к вертолёту.
Прорываясь сквозь огонь, группа теряет в пламени Сергея. Возникают проблемы с рацией и терпящие бедствие не могут передать свои координаты. Пролетевший мимо вертолёт не замечает их. Начавшийся дождь гасит пожар, но людям приходится спасаться от воды. Андрей получает ранение, Константин и Таня вынуждены нести его на носилках. Не желая быть обузой, ночью раненый Андрей уползает глубоко в тайгу, не оставляя остальным шансов его спасти. Оставшиеся в живых продолжают идти через тайгу, пытаясь найти поселение. Начинается снегопад. В снегу пропадает Таня, Константин её находит, но, спустя время, девушка умирает у него на руках от переохлаждения и истощения, и ему приходится её оставить под снегом. Последний оставшийся в живых, он выбирается к берегу большой реки, перебирается на небольшую льдину. Поток несёт его, полуживого по замерзающей реке. Константину мерещится, что на берегу построен большой город, порт, огни. Ему в бреду кажется, что он встретился с женой. Вертолёт с воздуха замечает человека, лежащего на льдине. Летчик и врач спускаются вниз. Врач пытается услышать тоны сердца. Константин медленно открывает глаза.

## В ролях
- Иннокентий Смоктуновский — Константин Фёдорович Сабинин
- Татьяна Самойлова — Таня
- Василий Ливанов — Андрей
- Евгений Урбанский — Сергей Степанович, проводник
- Галина Кожакина — Вера, жена Сабинина
- Борис Кожухов — эпизод (в титрах не указан)

## Съёмочная группа
- Сценарий Григория Колтунова, Валерия Осипова, Виктора Розова
- Постановка Михаила Калатозова
- Главный оператор — Сергей Урусевский
- Режиссёр — Белла Фридман
- Композитор — Николай Крюков

## Съёмки
- Съёмки происходили в тайге на берегах рек Уса и Енисея[1].
- Во время съёмок фильма Василий Ливанов простудил горло и сорвал голос (по решению Калатозова он озвучивал роль на улице при сильном ветре и морозе в −40 °C), вследствие чего его голос навсегда приобрёл знаменитый хрипловатый тембр.
- Фильм участвовал в программе Каннского кинофестиваля 1960 года

## Реставрация
В 2020 году фильм киностудия «Мосфильм» провела цифровую реставрацию фильма.